# Armwrestling
Armwrestling ist eine Kraftsportart, die vom klassischen Armdrücken abstammt, sich aber inzwischen deutlich vom Kneipenvergnügen unterscheidet. Zur besseren Abgrenzung wird daher auch im deutschsprachigen Raum die englische Bezeichnung „Armwrestling“ verwendet. Als Wettkampfsport unterliegt Armwrestling den Regelwerken der Verbände wie z. B. der World Armwrestling Federation. Daraus ergeben sich in der Regel auch verschiedene Bewegungsabläufe, sodass Technik und Schnellkraft größere Bedeutung haben.

## Regeln
Gekämpft wird im Stehen an einem 101,6 cm (40 Inch) hohen Tisch, womit, anders als beim Armdrücken im Sitzen, eine wesentlich größere Dynamik möglich ist. Die freien Hände der Kontrahenten umfassen einen Haltegriff am Tischrand und dürfen diesen während des Kampfes nicht mehr loslassen. Die Ellenbogen der kämpfenden Arme werden auf Ellenbogenpolstern positioniert.
Die Hände der Gegner müssen sich über der Mitte des Tisches befinden, die Handgelenke beider Wettkämpfer müssen vor dem Start gerade sein, die Schultern müssen vor dem Start parallel zum Tisch stehen. Für die ordnungsgemäße Aufstellung sorgt ein Kampfrichter – nach Beginn des Kampfes sind freiere Bewegungen erlaubt.
Auf die Kommandos des Kampfrichters – „ready“ und als Startsignal „go“ – ist der Kampf eröffnet. Sieger ist, wer den Gegner mit dem Handrücken in ein Polster zwingt. Regelverstöße werden als „Foul“ gewertet, bei zwei Fouls wird ein Kampf als verloren gewertet. Klassische Fouls sind: Frühstart, absichtliches Loslassen der Hand oder Anheben des Ellenbogens.
Professionelle Turniere werden in verschiedenen Gewichtsklassen nach dem sogenannten Double-Elimination-System ausgetragen, das heißt, der Armwrestler scheidet erst nach zwei Niederlagen aus.

## Armwrestling in Deutschland
Im Rahmen der Dreharbeiten zum Film Over the Top mit Sylvester Stallone wurden Armwrestler für die Weltmeisterschaft in Las Vegas gesucht. In Nationen ohne eigenes Armwrestling-Nationalteam führte die Produktionsfirma in Zusammenarbeit mit der AAA (American Association of Armwrestling) Turniere durch, um geeignete Sportler zu finden. Diese Turniere waren gleichzeitig die Qualifikation für diese WM. So fand ein Turnier im Herbst 1985 in München statt. Nach mehreren regionalen und überregionalen Turnieren wurde 1988 die Deutsche Armwrestling-Organisation als Tochterverband gegründet. Seit 1988 werden nationale Meisterschaften als Qualifikation für Welt- und Europameisterschaften bei Männern und Frauen durchgeführt, des Weiteren existieren mehrere regionale Turniere und Landesmeisterschaften. Im Jahr 1998 fand in Wolfsburg das erste hochklassige, internationale Turnier „Over the Top“ statt. Seit 2008 besteht zudem eine Armwrestling-Bundesliga in Deutschland.

## Berichterstattung im TV
Seit geraumer Zeit erfolgen bereits live oder as live Berichterstattungen von Europa- und Weltmeisterschaften speziell in osteuropäischen Ländern, wie z. B. Russland oder Bulgarien, aber auch in westlichen Ländern, wie den USA, Kanada, Schweden oder England. Im Jahr 2009 begann der Sportsender Eurosport mit einem halbstündigen, wöchentlichen Armwrestling-Magazin als letzte Sendung vor dem Sendeschluss am frühen Montagmorgen um 5.22 Uhr. Drei Sechs-Runden-Duelle zwischen europäischen Spitzenarmwrestlern werden gezeigt. In dieser Serie traten auch schon mehrere deutsche Kämpfer in Erscheinung, wie die deutschen Meister Robert Kornek, Kevin Berberich, Dieter Spannagel, Eric Hoppe und Matthias Schlitte.